# Positions (album)
Positions là album phòng thu thứ sáu của ca sĩ người Mỹ Ariana Grande, phát hành ngày 30 tháng 10 năm 2020 bởi Republic Records. Sau khi kết thúc chuyến lưu diễn Sweetener World Tour (2019), Grande bắt đầu thực hiện đĩa nhạc trong khoảng thời gian phong tỏa do đại dịch COVID-19 và bất ngờ thông báo ngày ra mắt album chỉ một tuần trước khi phát hành. Tương tự như hai album phòng thu trước Sweetener (2018) và Thank U, Next (2019), Positions là một bản thu âm pop, R&B và trap đồng thời kết hợp với âm hưởng từ nhiều thể loại khác, như hip hop, neo soul, disco, funk, microhouse, electro house và orchestral pop. Được lấy cảm hứng từ quá trình "chữa lành cảm xúc" của bản thân, nữ ca sĩ mong muốn nhấn mạnh vào yếu tố giọng hát trong album và áp dụng phong cách hát mang hơi hướng mumble rap. Grande đồng sáng tác hầu hết những bài hát từ album với những cộng sự quen thuộc như Victoria Monét và Tayla Parx, trong đó nội dung ca từ đề cập đến những chủ đề về hấp dẫn tình dục, sự gần gũi và lòng tận tụy trong tình yêu. Ngoài ra, Positions còn có sự tham gia góp giọng của Doja Cat, The Weeknd và Ty Dolla Sign.
Grande hợp tác với một loạt nhà sản xuất khác nhau cho Positions, bao gồm Tommy Brown, Mr. Franks, The Rascals, London on da Track, Murda Beatz, Scott Storch và Shea Taylor. Sau khi phát hành, album đa phần nhận được những phản ứng tích cực từ các nhà phê bình âm nhạc, trong đó họ đánh giá cao giọng hát của Grande nhưng cũng vấp phải một số chỉ trích xung quanh lời bài hát và phong cách sản xuất của đĩa nhạc. Tuy nhiên, Positions vẫn nhận được đề cử tại giải thưởng Âm nhạc Mỹ năm 2021 cho Album Pop/Rock được yêu thích nhất và giúp nữ ca sĩ lập kỷ lục là một trong những nghệ sĩ được đề cử giải Grammy cho Album giọng pop xuất sắc nhất nhiều lần nhất tại lễ trao giải thường niên lần thứ 64. Đĩa nhạc cũng gặt hái những thành công lớn về mặt thương mại, đứng đầu các bảng xếp hạng tại Argentina, Canada, Croatia, Ireland, Lithuania, New Zealand, Na Uy và Vương quốc Anh, đồng thời lọt vào top 10 ở hầu hết những thị trường còn lại. Album ra mắt ở vị trí số một trên bảng xếp hạng Billboard 200 tại Hoa Kỳ với 174,000 đơn vị album tương đương, trở thành album quán quân thứ năm trong sự nghiệp của Grande tại đây.
Năm đĩa đơn đã được phát hành từ Positions, với tất cả những bản nhạc đều lọt vào bảng xếp hạng Billboard Hot 100. Bài hát chủ đề được chọn làm đĩa đơn mở đường và đứng đầu các bảng xếp hạng tại 11 quốc gia, cũng như giúp Grande nâng cao kỷ lục là nghệ sĩ duy nhất trong lịch sử sở hữu tất cả album đều có đĩa đơn đầu tiên ra mắt trong top 10 tại Hoa Kỳ. Ngoài ra, bản nhạc còn nhận được một đề cử giải Grammy ở hạng mục Trình diễn đơn ca pop xuất sắc nhất. Đĩa đơn tiếp theo "34+35" cũng tiếp nối những thành tích tương tự về mặt thương mại khi vươn đến top 10 ở nhiều thị trường nổi bật, trong khi đĩa đơn còn lại "POV" đạt được những thành công tương đối trên toàn cầu. Không như những album trước, nữ ca sĩ không trình diễn trên nhiều chương trình truyền hình và lễ trao giải, cũng như tiến hành một chuyến lưu diễn để quảng bá cho Positions. Thay vào đó, cô hợp tác với Vevo để thực hiện và đăng tải video trình diễn trực tiếp những bài hát trích từ đĩa nhạc. Tháng 2 năm 2021, một phiên bản cao cấp của album được phát hành với năm bản nhạc mới, bao gồm bản phối lại của 34+35 hợp tác với Doja Cat và Megan Thee Stallion.

## Danh sách bài hát
| Positions – Phiên bản tiêu chuẩn | Positions – Phiên bản tiêu chuẩn         | Positions – Phiên bản tiêu chuẩn           | Positions – Phiên bản tiêu chuẩn                                                | Positions – Phiên bản tiêu chuẩn                   | Positions – Phiên bản tiêu chuẩn |
| STT                              | Nhan đề                                  | Phổ lời                                    | Phổ nhạc                                                                        | Sản xuất                                           | Thời lượng                       |
| -------------------------------- | ---------------------------------------- | ------------------------------------------ | ------------------------------------------------------------------------------- | -------------------------------------------------- | -------------------------------- |
| 1.                               | "Shut Up"                                | Ariana Grande Tayla Parx                   | Grande Tommy Brown Michael Foster Steven Franks Peter Lee Johnson Travis Sayles | Brown Mr. Franks [b] Sayles [b] Johnson [c]        | 2:37                             |
| 2.                               | "34+35"                                  | Grande Scott Nicholson Parx Victoria Monét | Grande Brown Franks Johnson Xavier Herrera Albert Stanaj [c]                    | Brown Franks [a] Xavi [a] Johnson [c]              | 2:53                             |
| 3.                               | "Motive" (với Doja Cat)                  | Grande Doja Cat Monét Nija Charles         | Grande Brown Franks James McIntyre Shane Lindstrom                              | Brown Murda Beatz Franks [a] Joseph L'Étranger [a] | 2:47                             |
| 4.                               | "Just like Magic"                        | Grande Priscilla Renea                     | Grande Brown Franks Shea Taylor                                                 | Brown Franks Taylor                                | 2:29                             |
| 5.                               | "Off the Table" (với The Weeknd)         | Grande Abel Tesfaye                        | Grande Brown Franks Sayles Shintaro Yasuda                                      | Brown Shintaro Franks [a] Sayles [a]               | 3:59                             |
| 6.                               | "Six Thirty"                             | Grande Renea                               | Grande Brown Franks Taylor Dylan Teixeira                                       | Brown Franks Taylor [a] Nami [a]                   | 3:04                             |
| 7.                               | "Safety Net" (hợp tác với Ty Dolla Sign) | Grande Tyrone Griffin, Jr.                 | Grande Brown Khristopher Riddick-Tynes Leon Thomas III Silas Doss               | Brown The Rascals Keys Open Doors [b]              | 3:28                             |
| 8.                               | "My Hair"                                | Grande Monét Parx                          | Grande Scott Storch Anthony M. Jones Charles Anderson                           | Brown Storch Jones [a] Scootie [a]                 | 2:38                             |
| 9.                               | "Nasty"                                  | Grande Monét                               | Grande Brown Sayles Thomas Teixeira Riddick-Tynes                               | Brown The Rascals Sayles Nami                      | 3:20                             |
| 10.                              | "West Side"                              | Grande Monét                               | Grande Brown Herrera Ammar Junedi                                               | Brown Xavi Junedi [b]                              | 2:12                             |
| 11.                              | "Love Language"                          | Grande Monét Parx Kam Parker               | Grande Brown Sayles Tommy Parker                                                | Brown Sayles T. Parker                             | 2:59                             |
| 12.                              | "Positions"                              | Grande Angelina Barrett                    | Grande Brown Franks Charles London Holmes James Jarvis Brian Vincent Bates [c]  | Brown Franks London on da Track                    | 2:52                             |
| 13.                              | "Obvious"                                | Grande Charles                             | Grande Brown Franks Charles Sayles Johnson Ryan Tedder Josh Conerly [c]         | Brown Franks Sayles Conerly [c]                    | 2:28                             |
| 14.                              | "POV"                                    | Grande Parx                                | Grande Brown Franks Parx Oliver Frid                                            | Brown Franks Frid                                  | 3:21                             |
| Tổng thời lượng:                 | Tổng thời lượng:                         | Tổng thời lượng:                           | Tổng thời lượng:                                                                | Tổng thời lượng:                                   | 41:07                            |

| Positions – Phiên bản cao cấp | Positions – Phiên bản cao cấp                                | Positions – Phiên bản cao cấp        | Positions – Phiên bản cao cấp                                   | Positions – Phiên bản cao cấp                              | Positions – Phiên bản cao cấp |
| STT                           | Nhan đề                                                      | Phổ lời                              | Phổ nhạc                                                        | Sản xuất                                                   | Thời lượng                    |
| ----------------------------- | ------------------------------------------------------------ | ------------------------------------ | --------------------------------------------------------------- | ---------------------------------------------------------- | ----------------------------- |
| 15.                           | "Someone like U" (interlude)                                 | Grande                               | Grande Brown Sayles Marqueze Parker Sam Wishkoski Andrew Wansel | Brown Pop Wansel Sam Wish Marqueze Parker [a] Sayles [a]   | 1:16                          |
| 16.                           | "Test Drive"                                                 | Grande Monét Parx                    | Brown Franks Parx Monét Lindstrom Zachary Foster                | Brown Franks Murda Beatz Zachary Foster                    | 2:02                          |
| 17.                           | "34+35" (remix; hợp tác với Doja Cat và Megan Thee Stallion) | Grande Doja Cat Megan Pete Nicholson | Grande Brown Franks Johnson Herrera                             | Brown Franks [a] Xavi [a] Johnson                          | 3:03                          |
| 18.                           | "Worst Behavior"                                             | Grande Parx                          | Grande Brown Franks T. Parker                                   | Brown Franks T. Parker                                     | 2:04                          |
| 19.                           | "Main Thing"                                                 | Grande                               | Grande Brown Franks Sayles Herrera Conerly Yonatan Watts        | Brown Franks Xavi Sayles [a] Conerly [a] Yonatan Watts [a] | 2:09                          |
| Tổng thời lượng:              | Tổng thời lượng:                                             | Tổng thời lượng:                     | Tổng thời lượng:                                                | Tổng thời lượng:                                           | 51:41                         |

Ghi chú
- ^[a]  nghĩa là đồng sản xuất
- ^[b]  nghĩa là sản xuất bổ sung
- ^[c]  nghĩa là nhân sự trên chỉ được ghi nhận trong những phiên bản nhạc số của album
- Bản phát hành vật lý của Positions ghi nhận Doja Cat và The Weeknd là nghệ sĩ hợp tác thay vì đồng hát chính trong "Motive" và "Off the Table".

## Xếp hạng
| Bảng xếp hạng (2020–2024)                | Vị trí cao nhất |
| ---------------------------------------- | --------------- |
| Album Argentina (CAPIF)                  | 1               |
| Album Úc (ARIA)                          | 2               |
| Album Áo (Ö3 Austria)                    | 5               |
| Album Bỉ (Ultratop Vlaanderen)           | 3               |
| Album Bỉ (Ultratop Wallonie)             | 5               |
| Album Canada (Billboard)                 | 1               |
| Album Croatia Quốc tế (HDU)              | 1               |
| Album Cộng hòa Séc (ČNS IFPI)            | 5               |
| Album Đan Mạch (Hitlisten)               | 2               |
| Album Hà Lan (Album Top 100)             | 2               |
| Album Phần Lan (Suomen virallinen lista) | 4               |
| Album Pháp (SNEP)                        | 8               |
| Album Đức (Offizielle Top 100)           | 7               |
| Album Hy Lạp (IFPI)                      | 3               |
| Album Hungaria (MAHASZ)                  | 29              |
| Album Iceland (Tónlistinn)               | 3               |
| Album Ireland (OCC)                      | 1               |
| Album Ý (FIMI)                           | 8               |
| Album Nhật Bản (Billboard Japan)         | 15              |
| Album Nhật Bản (Oricon)                  | 21              |
| Album Lithuania (AGATA)                  | 1               |
| Album New Zealand (RMNZ)                 | 1               |
| Album Na Uy (VG-lista)                   | 1               |
| Album Ba Lan (ZPAV)                      | 2               |
| Album Bồ Đào Nha (AFP)                   | 3               |
| Album Scotland (OCC)                     | 3               |
| Album Slovakia (ČNS IFPI)                | 3               |
| Album Hàn Quốc (Circle)                  | 29              |
| Album Tây Ban Nha (PROMUSICAE)           | 5               |
| Album Thụy Điển (Sverigetopplistan)      | 3               |
| Album Thụy Sĩ (Schweizer Hitparade)      | 4               |
| Album Thụy Sĩ (Romandie)                 | 11              |
| Album Anh Quốc (OCC)                     | 1               |
| Album Hoa Kỳ Billboard 200               | 1               |

| Bảng xếp hạng (2020)                       | Vị trí |
| ------------------------------------------ | ------ |
| Album Úc (ARIA)                            | 53     |
| Album Bỉ (Ultratop Flanders)               | 124    |
| Album Bỉ (Ultratop Wallonia)               | 157    |
| Album Đan Mạch (Hitlisten)                 | 94     |
| Album Hà Lan (Album Top 100)               | 41     |
| Album Pháp (SNEP)                          | 165    |
| Album Ireland (IRMA)                       | 39     |
| Album Ba Lan (ZPAV)                        | 95     |
| Album Tây Ban Nha (PROMUSICAE)             | 63     |
| Album Anh Quốc (OCC)                       | 58     |
| Hoa Kỳ Top Current Album Sales (Billboard) | 103    |
| Bảng xếp hạng (2021)                       | Vị trí |
| Album Úc (ARIA)                            | 28     |
| Album Bỉ (Ultratop Flanders)               | 60     |
| Album Bỉ (Ultratop Wallonia)               | 90     |
| Album Canada (Billboard)                   | 11     |
| Album Đan Mạch (Hitlisten)                 | 28     |
| Album Hà Lan (Album Top 100)               | 34     |
| Album Pháp (SNEP)                          | 119    |
| Album Iceland (Tónlistinn)                 | 66     |
| Album Ireland (IRMA)                       | 42     |
| Album New Zealand (RMNZ)[                  | 22     |
| Album Ba Lan (ZPAV)                        | 46     |
| Album Tây Ban Nha (PROMUSICAE)             | 49     |
| Album Thụy Điển (Sverigetopplistan)        | 74     |
| Album Anh Quốc (OCC)                       | 50     |
| Hoa Kỳ Billboard 200                       | 8      |
| Bảng xếp hạng (2022)                       | Vị trí |
| Album Ba Lan (ZPAV)                        | 48     |
| Hoa Kỳ Billboard 200                       | 101    |

## Chứng nhận
| Quốc gia                                                                                             | Chứng nhận  | Số đơn vị/doanh số chứng nhận |
| --- | ----------- | ----------------------------- |
| Úc (ARIA)                                                                                            | Vàng        | 35.000‡                       |
| Áo (IFPI Áo)                                                                                         | Vàng        | 7.500‡                        |
| Canada (Music Canada)                                                                                | 2× Bạch kim | 160.000‡                      |
| Đan Mạch (IFPI Đan Mạch)                                                                             | Bạch kim    | 20.000‡                       |
| Pháp (SNEP)                                                                                          | Bạch kim    | 100.000‡                      |
| Ý (FIMI)                                                                                             | Vàng        | 25.000‡                       |
| México (AMPROFON)                                                                                    | Bạch kim    | 60.000‡                       |
| New Zealand (RMNZ)                                                                                   | 2× Bạch kim | 30.000‡                       |
| Na Uy (IFPI)                                                                                         | Bạch kim    | 20.000*                       |
| Ba Lan (ZPAV)                                                                                        | 3× Bạch kim | 60.000‡                       |
| Bồ Đào Nha (AFP)                                                                                     | Vàng        | 7.500^                        |
| Singapore (RIAS)                                                                                     | Vàng        | 5.000*                        |
| Tây Ban Nha (PROMUSICAE)                                                                             | Vàng        | 20.000‡                       |
| Thụy Sĩ (IFPI)                                                                                       | 2× Bạch kim | 40.000‡                       |
| Anh Quốc (BPI)                                                                                       | Vàng        | 100.000‡                      |
| Hoa Kỳ (RIAA)                                                                                        | Bạch kim    | 1.000.000‡                    |
| * Chứng nhận dựa theo doanh số tiêu thụ. ‡ Chứng nhận dựa theo doanh số tiêu thụ và phát trực tuyến. |             |                               |

## Lịch sử phát hành
| Khu vực  | Ngày              | Định dạng                         | Phiên bản  | Hãng đĩa              | Ct                   |
| -------- | ----------------- | --------------------------------- | ---------- | --------------------- | -------------------- |
| Nhiều    | 30 tháng 10, 2020 | Cassette CD tải nhạc số streaming | Tiêu chuẩn | Republic              | [ 79 ] [ 80 ] [ 81 ] |
| Nhiều    | 19 tháng 2, 2021  | Tải nhạc số streaming             | Cao cấp    | Republic              | [ 82 ]               |
| Nhiều    | 26 tháng 3, 2021  | CD                                | Cao cấp    | Republic              | [ 83 ]               |
| Nhiều    | 9 tháng 4, 2021   | LP                                | Tiêu chuẩn | Republic              | [ 84 ]               |
| Nhật Bản | 9 tháng 4, 2021   | CD                                | Cao cấp    | Universal Music Japan | [ 85 ]               |